# (32216) 2000 OY17
2000 OY17 (asteroide 32216) é um asteroide da cintura principal. Possui uma excentricidade de 0.09915680 e uma inclinação de 8.85784º.
Este asteroide foi descoberto no dia 23 de julho de 2000 por LINEAR em Socorro.